# Kleine cubavink
De kleine cubavink (Phonipara canora synoniem: Tiaris canorus) is een zangvogel uit de familie Thraupidae (tangaren).

## Kenmerken
Deze ruim 9 cm grote vogel heeft een donker grijsgroen schedeltje met een zwart "gezicht". Rondom de zwarte wangen bevindt zich een heldergele, tot midden op de bef doorlopende band. De grijszwarte borst wordt naar de buik toe lichter. De rugzijde is grijsgroen, net als de vleugels, met licht gezoomde slagpennen. De onderste staartveren zijn grijsgeel. De ogen zijn bruin, de snavel is zwart en de poten zijn grijsbruin. De pop heeft een bruingrijze schedel, een bruin "gezicht" en een vuilwitte band.

## Verspreiding en leefgebied
Deze soort is endemisch in Cuba. Als dwaalgast komt de vogel soms voor in Florida.